# Pedavena
Pedavena is een gemeente in de Italiaanse provincie Belluno (regio Veneto) en telt 4441 inwoners (31-12-2004). De oppervlakte bedraagt 24,9 km², de bevolkingsdichtheid is 178 inwoners per km².
De volgende frazioni maken deel uit van de gemeente: Carpene, Casere dei Boschi, Croce d'Aune, Facen, Faont, Festisei, Murle, Norcen, Sega Bassa, S. Osvaldo, Teven, Travagola.

## Demografie
Pedavena telt ongeveer 1808 huishoudens. Het aantal inwoners steeg in de periode 1991-2001 met 5,0% volgens cijfers uit de tienjaarlijkse volkstellingen van ISTAT.
| Jaar | Inwoneraantal |
| ---- | ------------- |
| 1991 | 4177          |
| 2001 | 4387          |

## Geografie
De gemeente ligt op ongeveer 356 m boven zeeniveau.
Pedavena grenst aan de volgende gemeenten: Feltre, Fonzaso, Sovramonte.